# Melochia morongii
Melochia morongii är en malvaväxtart som beskrevs av Nathaniel Lord Britton. Melochia morongii ingår i släktet Melochia och familjen malvaväxter. Inga underarter finns listade i Catalogue of Life.